# Nintendo Entertainment System Game Pak
El Nintendo Entertainment System Game Pak es el medio de almacenamiento de software para Nintendo Entertainment System .
Todos los cartuchos NTSC-U y PAL oficiales son 13.3 cm de alto, 12 cm de ancho y 2 cm de anchura. Los primeros cartuchos de NES se acoplan con  5 pequeños tornillos propietarios . Los juegos lanzados después de 1987, llevan la leyenda "Rev-A" en la etiqueta posterior, se rediseñaron para incorporar dos clips de plástico, eliminando la necesidad de los dos tornillos superiores. Esta es la razón por la que los cartuchos NES antiguos se conocen como "5-screw" y se distinguen por sus partes superiores planas y cinco tornillos en lugar de tres. Alrededor de este tiempo, los tornillos estándar se cambiaron a  Tornillos de seguridad de 3.8 mm para asegurar aún más las ROM en el interior contra la manipulación.
La parte posterior del cartucho tiene una etiqueta con instrucciones sobre el manejo del cartucho, que explica que no debe almacenarse a temperaturas extremas, no sumergirse en agua y no limpiarse con benceno, diluyente, alcohol u otros solventes similares. Estas etiquetas son grises para los juegos estándar y doradas (o, en casos excepcionales, plateadas) para los juegos que cuentan con almacenamiento alimentado por batería. Los códigos de revisión de producción y software se imprimieron como sellos en la etiqueta posterior para corresponder con la versión del software y el productor.
Con la excepción de The Legend of Zelda y Zelda II: The Adventure of Link, que están disponibles como cartuchos de plástico dorado, todos los cartuchos NTSC y PAL con licencia tienen un color de plástico gris. Los cartuchos sin licencia se produjeron en negro (Tengen, American Video Entertainment y Wisdom Tree), azul petirrojo (Color Dreams y Wisdom Tree), plateado y dorado (Camerica), gris (American Game Cartridges), blanco (Caltron) y transparente. (Active Enterprises)  tienen una forma y un estilo ligeramente diferentes a los originales con licencia de Nintendo. Nintendo también produjo cartuchos de plástico amarillo para uso interno en los Centros de servicio de Nintendo, aunque los consumidores nunca los pusieron a la venta. El tamaño más grande con licencia oficial es de 768 KB para Kirby's Adventure .
Los cartuchos de Famicom tienen una forma diferente, midiendo solo 6,9 cm de largo, 10.8 cm de ancho, y 1.7 cm de grosor. La NES usa una conexión de 72 pines y la Famicom usa uno de 60 pines. Algunos de los primeros juegos de NES, más comúnmente Gyromite, incluyen un cartucho japonés con un convertidor incorporado. A diferencia de los cartuchos americanos predominantemente de color gris, los cartuchos oficiales de Famicom se produjeron en muchos colores de plástico. Hay disponibles adaptadores, de diseño similar al popular accesorio Game Genie, que permiten jugar juegos de Famicom en una NES.

## 60-pin vs. 72-pin

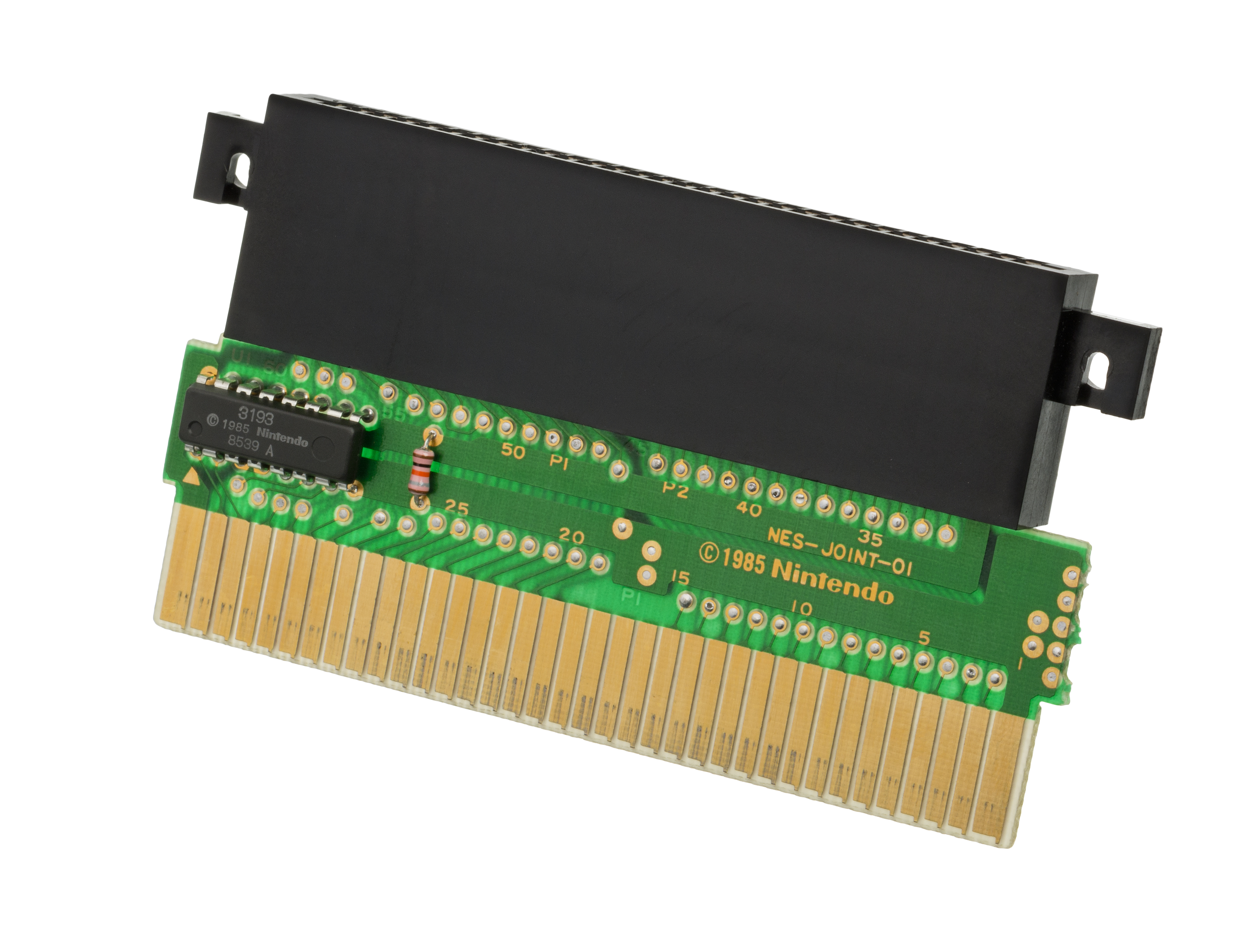
Un adaptador que se usa para convertir de manera económica una placa de 60 pins en uno de 72 pins

La Famicom, la versión japonesa de la NES, tiene un diseño de cartucho de 60 pines. Esto produce cartuchos más pequeños que el NES, que tiene un diseño de 72 pines. la nes usa cuatro pines para el chip de bloqueo 10NES . Se agregaron diez pines que conectan un cartucho directamente al puerto de expansión en la parte de abajo de la unidad y se eliminaron dos pines que permiten que los cartuchos proporcionen chips de expansión de sonido. Algunos de los primeros cartuchos de NES albergan las mismas placas de circuito impreso que sus homólogos de Famicom, utilizando un convertidor (como el convertidor de cartuchos T89) que les permite encajar dentro del hardware de NES compatible internamente. Nintendo hizo esto para reducir los costos y el inventario mediante el uso de los mismos PCB en América del Norte y Japón. Las dimensiones del cartucho de la Famicom original miden 10,8 × 6.9 × 1.7 cm, en comparación con 12 × 13.3 × 2 cm por su rediseño norteamericano.

## chips de sonido externos
La Famicom tiene dos pines destinados a facilitar el chip de sonido del Famicom Disk System, pero también son usados por terceros para sus cartuchos que proporcionan mejoras de sonido . En el diseño de la NES, estos pines se reubicaron en el puerto de expansión . Como resultado, los cartuchos no pueden hacer uso de esta funcionalidad de audio y muchas localizaciónes de NES tienen un sonido inferior en comparación con sus versiones equivalentes de Famicom, como Castlevania III: Dracula's Curse .

## Fabricación de terceros
En Japón, Konami, Namco, Bandai, Taito, Irem, Jaleco y Sunsoft fabricaron sus propios cartuchos para Famicom. Esto les permitió diseñar sus propios chips para fines específicos, como mayor calidad de sonido de los chips VRC 6 y VRC 7 de Konami más almacenamiento o incluir mmc y más ram. todos los cartuchos de NES con licencia fueron fabricados por en exclusividad por Nintendo, solo con excepciones de  Konami y Acclaim Entertainment, que produjeron sus propios PCB, pero usaron las carcasas de cartuchos proporcionadas por Nintendo.